# Defense Distributed
Defense Distributed es una organización que desarrolla y publica diseños de armas de fuego de código abierto, listos para replicarse mediante impresión 3D. El proyecto actual de la organización es llamado "Proyecto Wiki Arma", su objetivo es desarrollar y publicar libremente esquemas de diseño relacionados con armas de fuego que pueden ser descargados y reproducidos por cualquier persona con una impresora 3D, logrando hasta el momento lanzar la Liberator -la primera arma impresa en 3D. Defense Distributed también planea digitalizar diseños descargables de otro tipo de objetos como prótesis y medicamentos.
La organización fue fundada en 2012, por Cody Wilson, un estudiante de leyes en la Universidad de Derecho de Texas quien se identifica como criptoanarquista y anarquista de mercado, y un grupo de amigos y estudiantes universitarios. Hasta la fecha, Wilson es el único portavoz de Defense Distributed, de la que se considera cofundador y director. Wilson ha sido nombrado como una de las 15 personas más peligrosas en el mundo por la revista Wired debido a su proyecto.

## Proyecto Wiki Arma
Después de recaudar más de 20.000 dólares americanos a través de micromecenazgo, de sufrir la confiscación de su primera impresora 3D, y de asociarse con empresas manufactureras privadas, la organización comenzó las pruebas con fuego real de los componentes de armas imprimibles en diciembre de 2012.
Defense Distributed ha pasado por varios obstáculos. En 2012 el fabricante de impresoras 3D Stratasys, Inc, tras conocer los planes de Defense Distributed amenazó con acciones legales y pidió a Cody Wilson la devolución de la impresora 3D que les había alquilado. El 26 de septiembre de 2012, antes de que la impresora estuviese montada para ser usada, Wilson recibió un correo electrónico de Stratasys que le decía que estaban usando la impresora "con fines ilícitos". Stratasys canceló inmediatamente su alquiler con Wilson y le envió a un grupo de personas para que le confiscaran la impresora al día siguiente. Posteriormente, Wilson fue interrogado por la Agencia de Alcohol, Tabaco, Armas de Fuego y Explosivos (ATF) cuando visitó sus oficinas en Austin para consultar la legalidad y las regulaciones existentes relacionadas con la fabricación casera de armas. Desde entonces él posee una Licencia Federal de Armas de Fuego, que le permite fabricar y distribuir legalmente sus piezas creadas.
Defense Distributed hasta la fecha ha producido un cajón de mecanismos impreso durable para el AR-15, el primer cargador de capacidad estándar impreso para el AR-15, y el primer cargador impreso para el AK-47. Estos archivos están disponibles para su descarga en el sitio de publicaciones de la organización, DefCAD.
El 5 de mayo de 2013, Defense Distributed consiguió fabricar una pistola con la que afirman se pueden realizar una serie de disparos sin que se rompa. El arma fue creada con una impresora 3D comprada en eBay. Defense Distributed hace públicos los archivos STL para la primera arma completamente imprimible en 3D del mundo, la Liberator, una pistola monotiro de 9 mm. Si bien el proyecto de armas imprimibles se asocia con el derecho a poseer armas en debate en Estados Unidos, el fundador de Defense Distributed afirma que el país con mayores descargas de pistolas es España.